# Hoàng Kiệt
Hoàng Kiệt (tiếng Trung: 黃杰; 2 tháng 11 năm 1902 - 14 tháng 1 năm 1995) là một Đại tướng Trung Hoa Dân quốc, người gốc Hồ Nam, được coi là một trong những tướng lĩnh và chính khách nổi bật nhất trong giới lãnh đạo Trung Hoa Dân Quốc thời kỳ Đài Loan.
Sau khi khi tốt nghiệp khóa đầu tiên của Trường Quân sự Hoàng Phố năm 1922, Hoàng Kiệt được bổ nhiệm làm sĩ quan trong binh chủng kỵ binh. Là một Thiếu tá trẻ, ông theo học tại Học viện Quân sự Phổ ở Đức từ năm 1929 đến năm 1930, tiếp tục tham gia Khóa huấn luyện Bộ Tổng tham mưu. Sau khi Trung Quốc đại lục nằm dưới sự kiểm soát của Đảng Cộng sản Trung Quốc vào năm 1949, Hoàng Kiệt dẫn 30.000 binh sĩ Quốc quân Trung Hoa Dân Quốc đào vong đến Việt Nam và đóng quân tại đảo Phú Quốc, mãi đến tháng 6 năm 1953 mới được di chuyển về Đài Loan. Tháng 11 năm 1955, một hòn đảo nhân tạo nhỏ ở hồ Trừng Thanh (Cao Hùng) được xây dựng và được đặt tên là Đảo Phú Quốc (富國 島) để tưởng nhớ những người lính Trung Quốc lưu vong tại Việt Nam năm 1949.
Sự nghiệp của Hoàng Kiệt tiếp tục thăng tiến với vai trò Tỉnh trưởng Đài Loan từ năm 1962 đến năm 1969 và Bộ trưởng Quốc phòng Trung Hoa Dân Quốc từ năm 1969 đến năm 1972. Ông qua đời ngày 14 tháng 1 năm 1995, thọ 92 tuổi.